# Harmonika (muzyka)
Harmonika – całokształt zagadnień dotyczących harmonii w twórczości muzycznej omawianej w kontekście danej epoki historycznej, okresu, szkoły kompozytorskiej, kompozytora lub dzieła. W praktyce kompozytorskiej, w ujęciu historycznym wykształciły się trzy główne rodzaje harmoniki: modalna (średniowiecze i renesans), funkcyjna (barok, klasycyzm, romantyzm i początek XX wieku) i sonorystyczna (od XX wieku). Termin „harmonika” bywa utożsamiany z terminem „harmonia”.

## Harmonika modalna
Harmonika modalna jest cechą i efektem techniki kompozytorskiej polegającej na jednoczesnym prowadzeniu kilku linii melodycznych (polifonia). Jej istotą jest melodia (horyzontalizm, linearyzm); współbrzmienia (wertykalizm) są wypadkową kilku melodii i mają drugorzędną rolę. Harmonika modalna opiera się na tzw. trybach (łac. modi) i ich dwóch odmianach – autentycznej i plagialnej, czyli sekwencjach interwałów tworzących serię skal muzycznych (gam) nazywanych współcześnie skalami kościelnymi, modalnymi, średniowiecznymi lub gregoriańskimi. Przez kilka wieków średniowiecza było ich osiem, w epoce renesansu Henricus Glareanus dodał cztery. Głównymi fakturami muzycznymi formującymi harmonikę modalną były organum, linearyzm i discantus, a od renesansu trójgłosowy fauxbourdon.

## Harmonika funkcyjna
Istotą harmonii funkcyjnej są akordy, czyli współbrzmienia co najmniej trzech różnych co do wysokości dźwięków, a jej materiałem – system funkcyjny (tonalny, dur-moll). Pierwsze przejawy myślenia akordami miały miejsce na przełomie XVI i XVII wieku, kiedy w kompozycjach zaczęto stosować częściowo improwizowany akompaniamentem basso continuo. W tamtym czasie akordy były jeszcze tylko ważnym dodatkiem do harmoniki modalnej. System funkcyjny ze ściśle określonymi budową, hierarchią i zależnościami (funkcjami) między trzema podstawowymi akordami (toniką, dominantą i subdominantą) skrystalizował się w połowie XVII wieku. Harmonikę na nim opartą wykorzystywali wtedy w swojej twórczości m.in. Alessandro Scarlatti, Jean-Baptiste Lully i Henry Purcell. Pełny rozkwit harmoniki funkcyjnej nastąpił w wieku XVIII i na początku XIX. Pod koniec XIX i na początku XX wieku funkcje oparte głównie na heptatonice (skalach złożonych z 7 dźwięków) rozbudowano poprzez chromatykę.

## Harmonika sonorystyczna
Istotą harmoniki sonorystycznej jest brzmienie samo w sobie. Systemy dźwiękowe, hierarchia, tonalność i modalność nie są podstawą kompozycji. Podział na konsonanse i dysonanse nie istnieje. Współbrzmienia i akordy kategoryzuje się według ich intensywności i zwartości (najbardziej skupionymi są klastery) lub selektywności. Współbrzmienia mogą składać się z dowolnej liczby dźwięków.